# جرج استونمن
جرج استونمن جونیور (انگلیسی: George Stoneman, Jr.; ۸ اوت ۱۸۲۲ – ۵ سپتامبر ۱۸۹۴) یک افسر ارتش متحده و سیاست‌مدار دموکرات اهل ایالات متحده آمریکا بود. استونمن در فاصله سال‌های ۱۸۸۳–۱۸۸۷ پانزدهمین فرماندار ایالت کالیفرنیا بود.